# Locul fosilifer Zăbalț
Locul fosilifer Zăbalț este o arie protejată de interes național ce corespunde categoriei a IV-a IUCN (rezervație naturală de tip paleontologic), situată în județul Arad, pe teritoriul administrativ al comunei Ususău.
Rezervația naturală aflată în partea nord-estică a satului Zăbalț, în locul numit „Râpa Galbenă”, are o suprafață de 5 ha, și reprezintă un loc fosilifer cu depozite de faună fosilă,  constituită din specii de gasteropode din perioada Ponțianului mediu.